# Basilio Álvarez
Basilio Álvarez Rodríguez (Orense, 1877-Tampa, 1943) fue un sacerdote, periodista y político español, vinculado al movimiento agrario gallego. Fue diputado por Orense durante la Segunda República, como miembro del Partido Republicano Radical.

## Biografía
Nacido en Orense el 10 de agosto de 1877, se ordenó sacerdote en 1902. Hacia 1907 se instaló en la capital, Madrid, aunque ya hacia 1912 retornaría a Galicia, a Beiro. Su trayectoria como religioso se vio caracterizada por una interpretación heterodoxa de las normas de la Iglesia, en la que se encontraba la opción de no seguir el celibato, de hecho llegó a tener dos hijos. Estas circunstancias, entre otras, fueron el motivo de que entre 1914 y 1928 fuera suspendido por la Iglesia. Ha sido descrito como una personalidad «pintoresca».

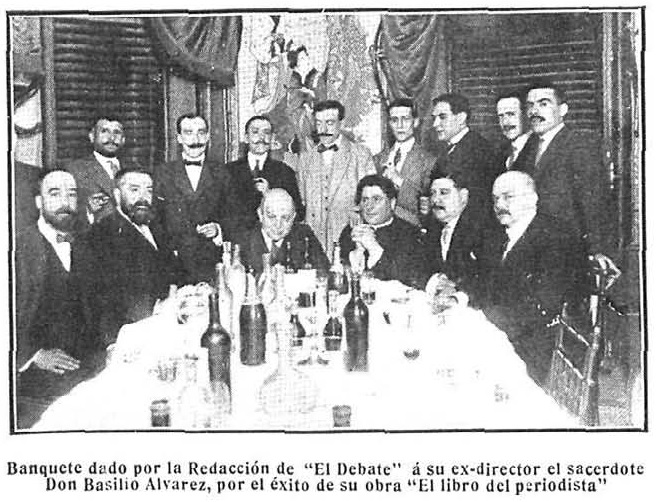
Banquete dado por la redacción de El Debate a su exdirector Basilio Álvarez, 27 de junio de 1912, en Nuevo Mundo.

En su labor periodística colaboró en publicaciones como La Nueva Época, El Eco, Galicia, El Heraldo Gallego, Acción Gallega, El Parlamentario y La Zarpa. Fue además director del periódico católico El Debate y autor de obras como El cura rural (1904), Por los agros celtas (1907), El libro del periodista (1912), Abriendo el surco (1913), entre otras. Sus obras y sus mítines eran en castellano.
Fue miembro del grupo de fundadores del movimiento Acción Gallega, vinculado al agrarismo gallego. Se caracterizó por sus críticas al caciquismo y a un tipo de contrato agrario de origen medieval que predominaba en Galicia conocido como «foro».  A partir de 1913 su discurso empezó a acercar al del movimiento obrero y hacia 1915 Basilio Álvarez proponía la colaboración con socialistas y republicanos. Contrario al centralismo, propugnó una estructura federal en España. Se han establecido paralelismos entre el estilo retórico y el lenguaje de Basilio Álvarez —que ha llegado a ser descrito como «incendiario», «culto», apasionado o «barroco»— con los de Alejandro Lerroux. Basilio Álvarez fue un «orador carismático».
A comienzos de la década de 1930 ingresó en el Partido Republicano Radical, con el que consiguió el acta de diputado en 1931, por la circunscripción de Orense. También fue elegido diputado por Orense en las elecciones de 1933.
En octubre de 1935 dimitió de su cargo en el Tribunal de Garantías y abandonó la formación radical, para pasar a militar en 1936 en el efímero Partido del Centro Democrático de Manuel Portela Valladares.
Tras el estallido de la Guerra civil, partió al exilio. Falleció el 15 de noviembre de 1943 en Estados Unidos, en Tampa.